# Somnologie (Zeitschrift)
Somnologie ist eine fünfmal pro Jahr erscheinende Fachzeitschrift zu Themen der Schlafforschung und Schlafmedizin. Die Zeitschrift ist das offizielle Organ der Deutschen Gesellschaft für Schlafforschung und Schlafmedizin (DGSM), der Österreichischen Gesellschaft für Schlafmedizin und Schlafforschung (ÖGSM) und der Schweizerischen Gesellschaft für Schlafforschung, Schlafmedizin und Chronobiologie (SGSSC).
Auf Basis von aktuellen, klinisch relevanten Forschungsergebnissen befasst sie sich mit der Ätiologie, Pathophysiologie, Differenzialdiagnostik und Therapie der verschiedenen Schlafstörungen. Inhalte sind experimentelle und klinische Originalarbeiten, Reviews, Fallberichte, Empfehlungen und Leitlinien.
Der Begriff „Somnologie“ wurde von Eckart Rüther in die Schlafforschung eingeführt.